# Marowski-Haus

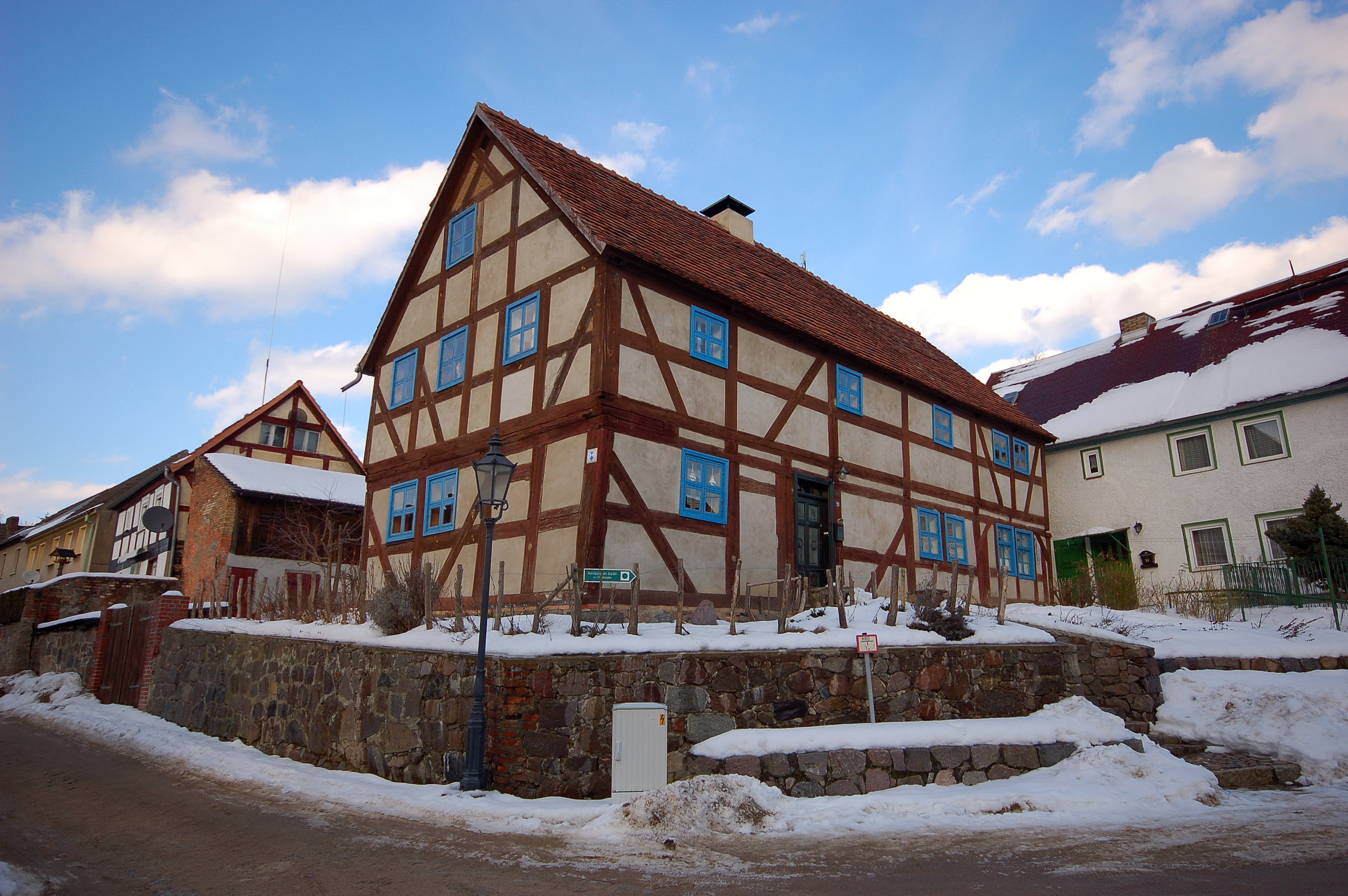

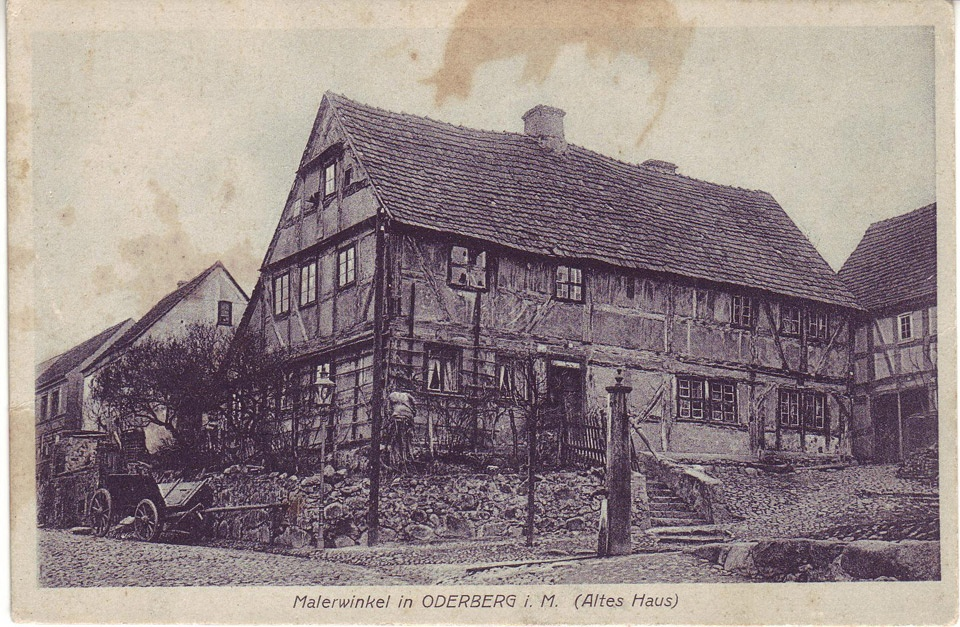

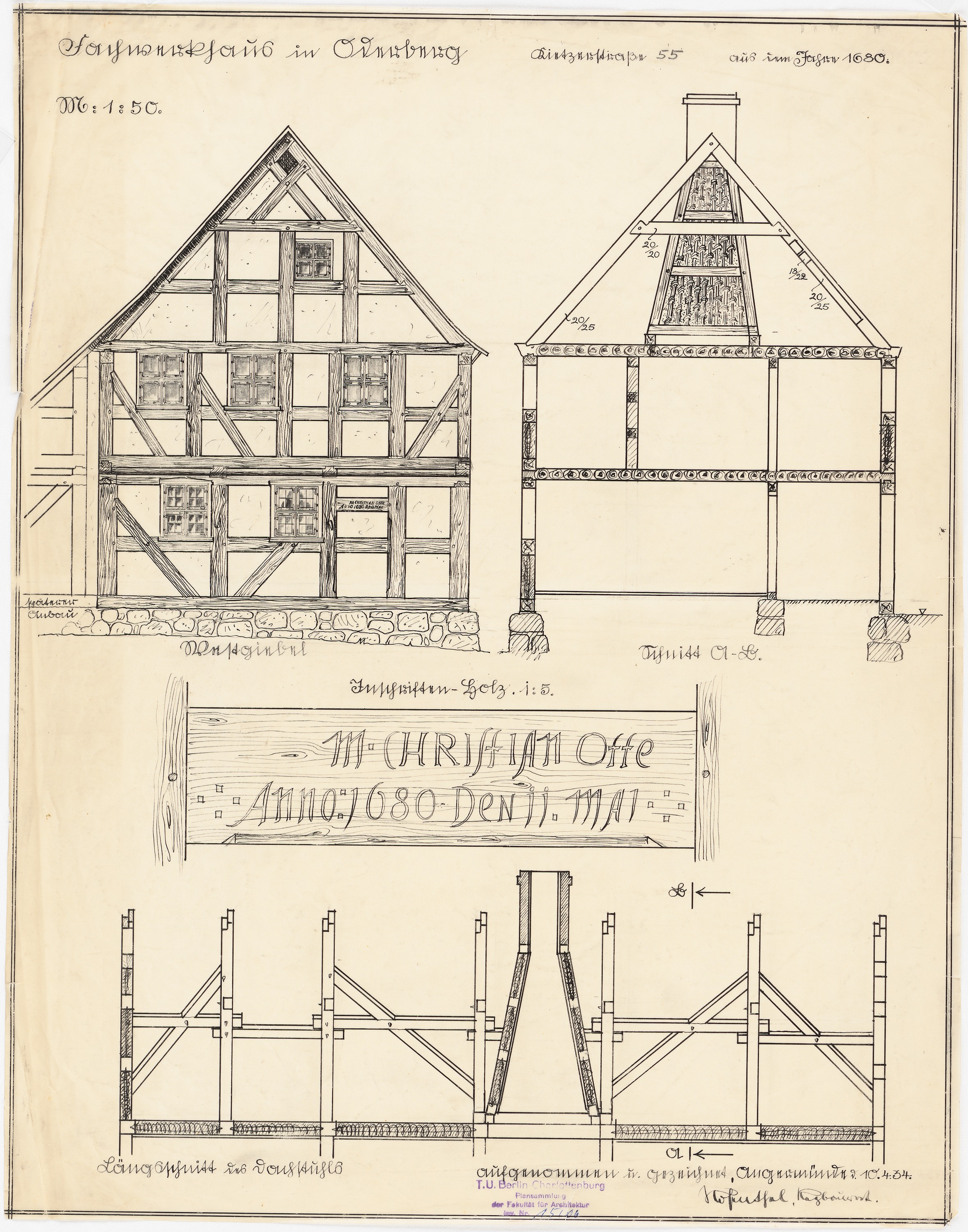

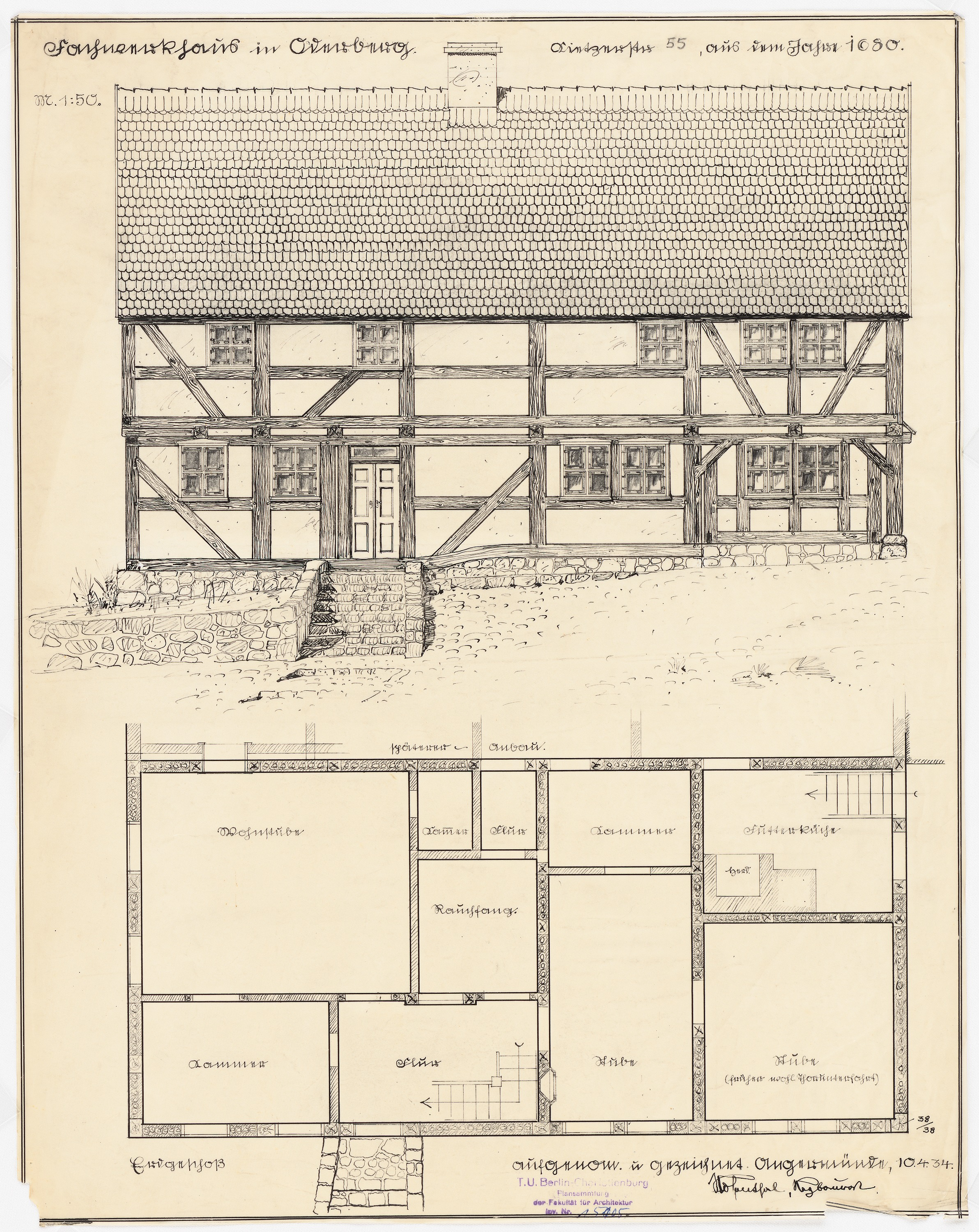

Das sogenannte Marowski-Haus ist das älteste Haus von Oderberg in Brandenburg und befindet sich auf der Denkmalliste des Landes Brandenburg. Es wurde nach den verheerenden Stadtbränden von 1670 und 1672 vom Wassermüller Christian Otte im Jahre 1680 neu erbaut. Es ist das älteste bekannte „kleinstädtische Handwerkerhaus der Stadt Oderberg und auch das älteste Bürgerhaus der Kreise Barnim und Märkisch Oderland.“ Am Westgiebel ist im ehemaligen Türbalken bzw. dem Sturzriegel der Schriftzug eingeschnitzt: „M – CHRISTIAN OTTE, ANNO 1680, DEN 11. MAI“. Otte betrieb bis 1695 die Wassermühle in der heutigen Berliner Straße. 1733 erwarb der Töpfermeister Christoph Warband das Haus und richtete eine Töpferei ein. Die Töpferei wurde ab 1764 von Johann Warband fortgeführt. Der Schuhmachermeister Paul Wilhelm Marowski kaufte das Haus im Jahre 1829.
Das pittoreske Fachwerkhaus liegt im sogenannten Malerwinkel im alten Oberkietz und war in früheren Jahrhunderten ein beliebtes Motiv für malerische Genreszenen. Einige Bilder sind noch im Oderberger Ortsmuseum vorhanden. Das zweistöckige, quergegliederte Fachwerkhaus wurde zum Teil mit älteren Balken erbaut, die offensichtlich aus Vorgängerbauten stammten.
Trotz einiger Umbauten in den vergangenen Jahrhunderten ist ein Großteil der Originalsubstanz erhalten, ebenso Baudetails wie Türen, Fenster und Öfen aus verschiedenen Zeiten. Interessant ist insbesondere der Dachstuhl des Sparrendachs mit dem nur noch selten dokumentierten märkischen Längsverband. Ursprünglich mit Reet gedeckt, musste das Dach des Hauses im 18. Jahrhundert aufgrund der Stadtbrandgefahr mit Dachziegeln in Form von Biberschwänzen umgedeckt werden. Das Dach wurde bei der Sanierung Mitte der 1990er Jahre wieder als Biberschwanzeinfachdeckung mit Holzspließen rekonstruiert. Im Jahr 2015 wurde das Dach unter Nutzung der alten Biberschwänze in Doppeldeckung neu eingedeckt. Kaum anderswo so authentisch erhalten geblieben ist die zentrale fensterlose große offene Ruß- oder Schwarze Küche. Sie ist im Erdgeschoss massiv gemauert und besitzt aufgesetzte mit Lehm verkleidete Fachwerkwände im Obergeschoss und einen konischen Rauchschlot im Dachbereich. Die rußgeschwärzten Wände und der haushohe Rauchabzug belegen, dass im fensterlosen Raum noch bis ins letzte Viertel des vorigen Jahrhunderts hinein auf offenem Feuer gekocht wurde. Auch der sich zum Flur hin öffnende Geschirrschrank ist eine große Rarität.
Das trifft auch zu auf zwei noch erhaltene "Lichtöfen" (offene Öfen, die sowohl zum Heizen wie als zur Beleuchtung der Räume dienten). Kaum anderswo belegt ist eine noch erhaltene Lehmritzung, die auf den Beruf des Hausbesitzers hinweist: das Mühlrad der Wassermühle im Oderfluss.

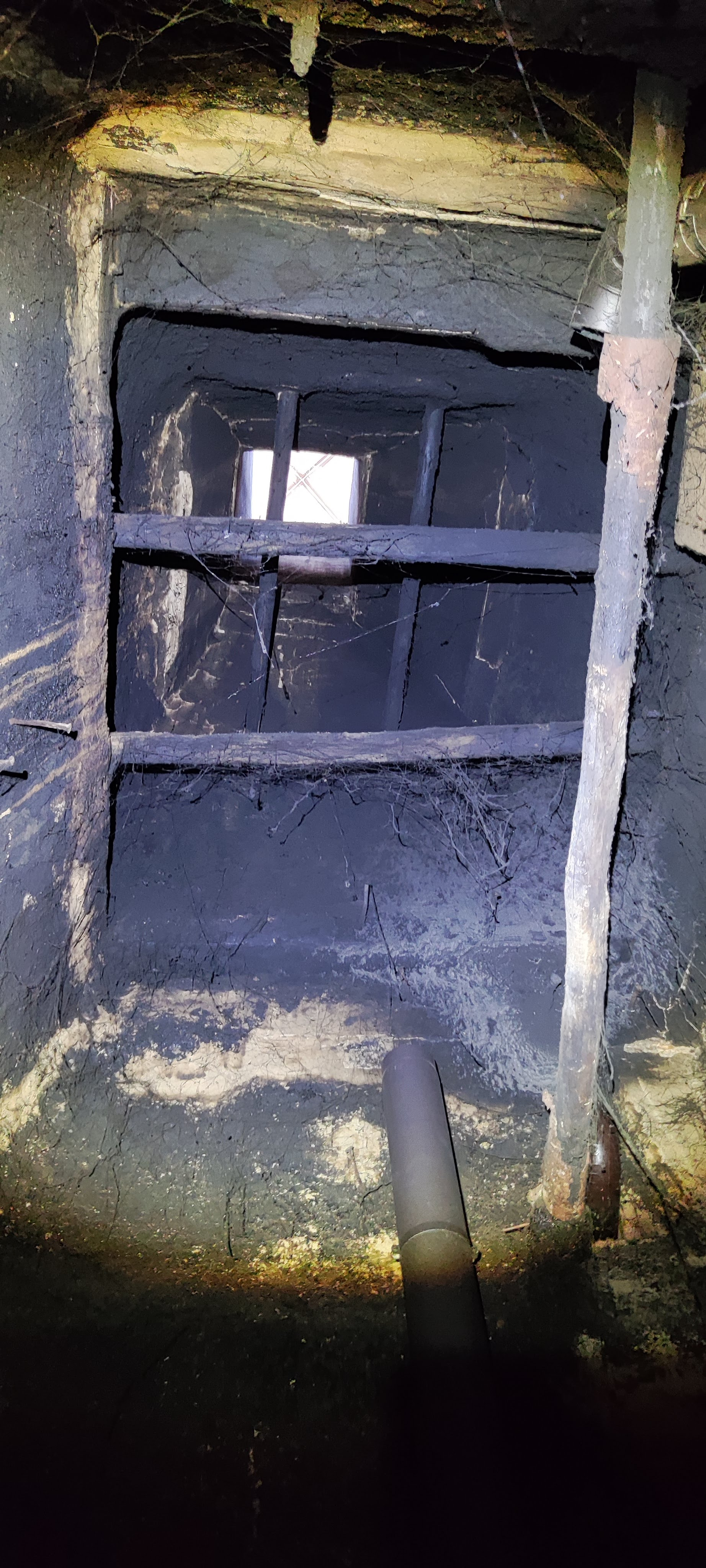
Schlot

## Weitere Abbildungen

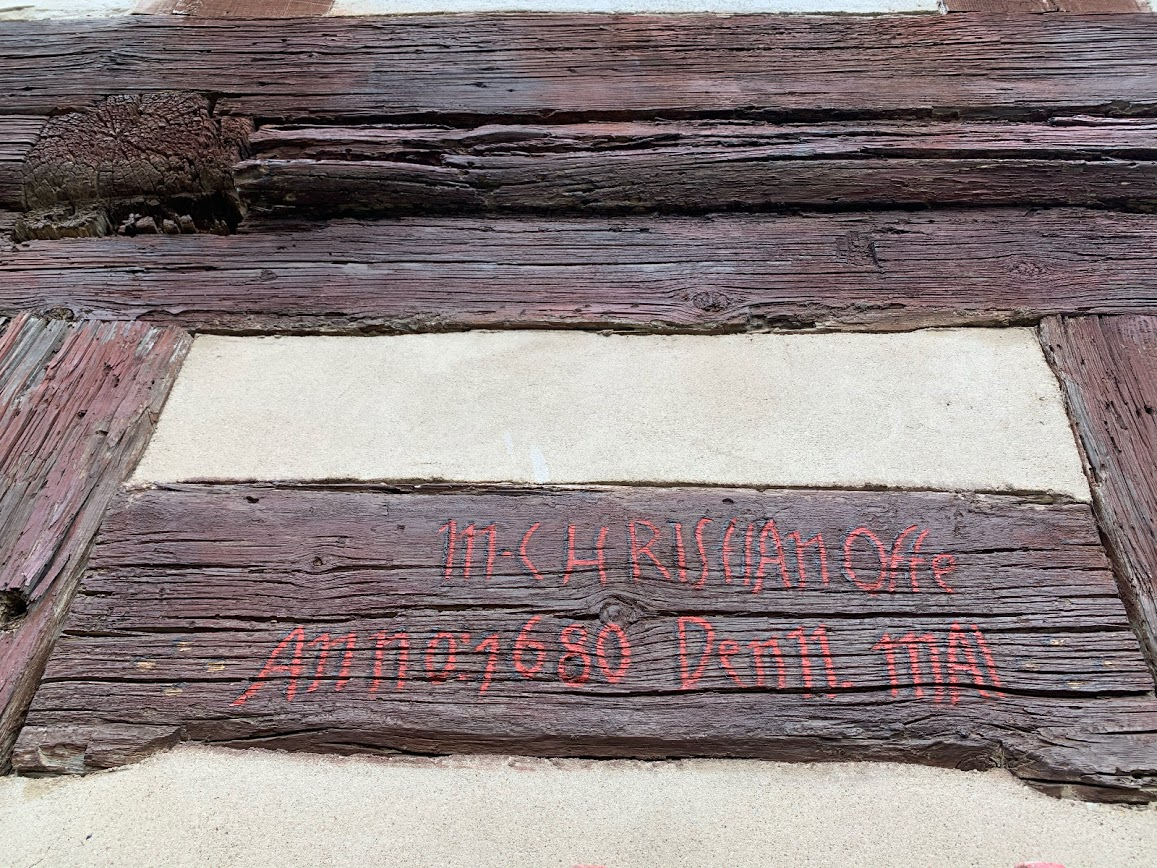
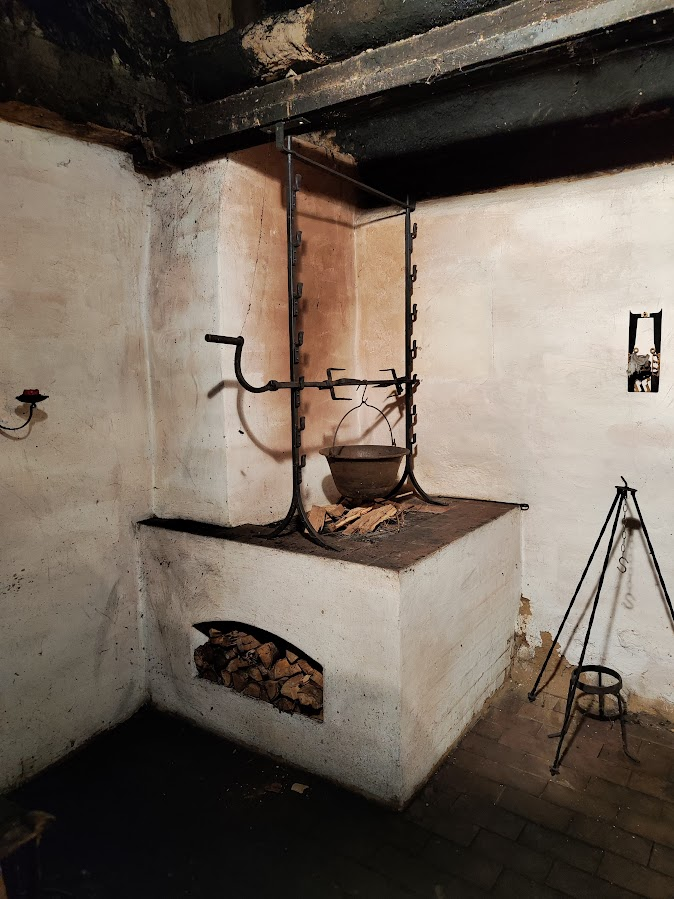
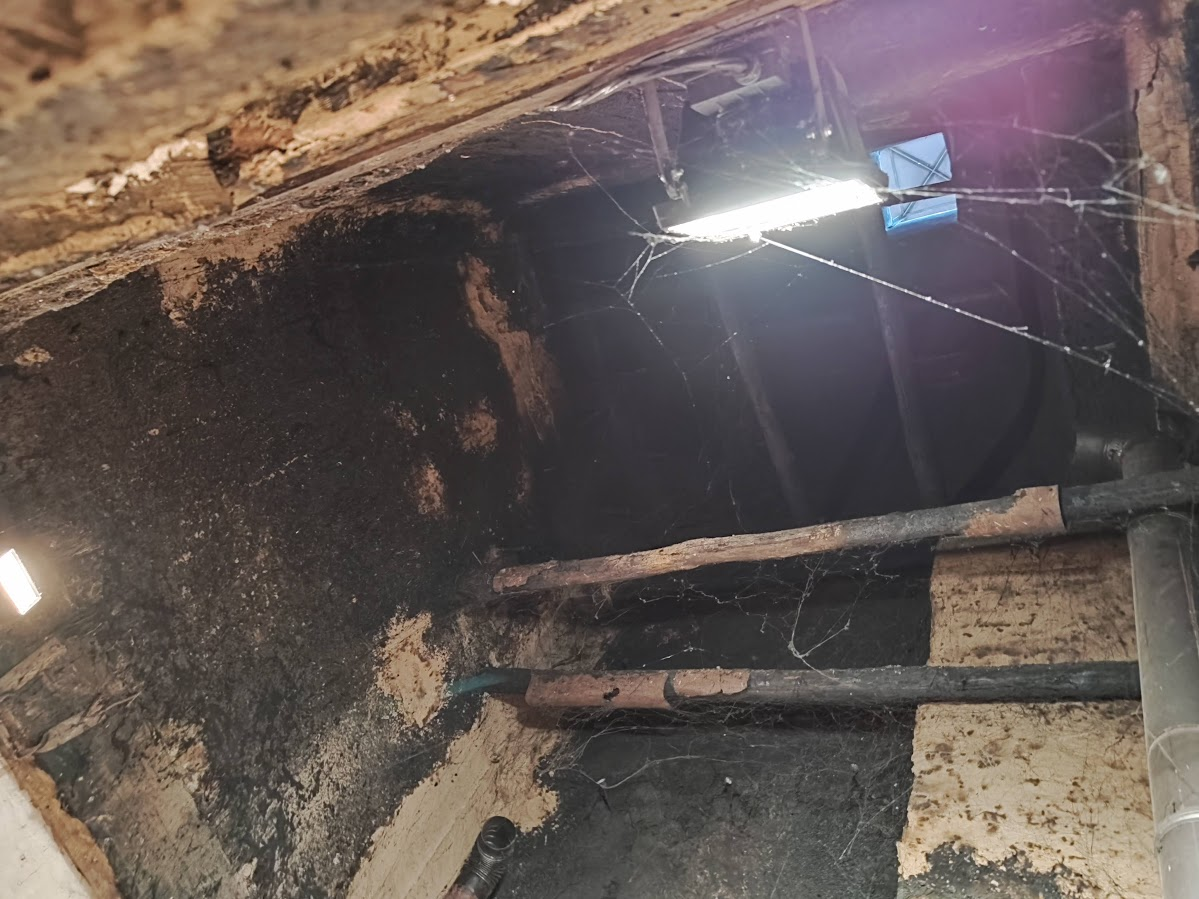
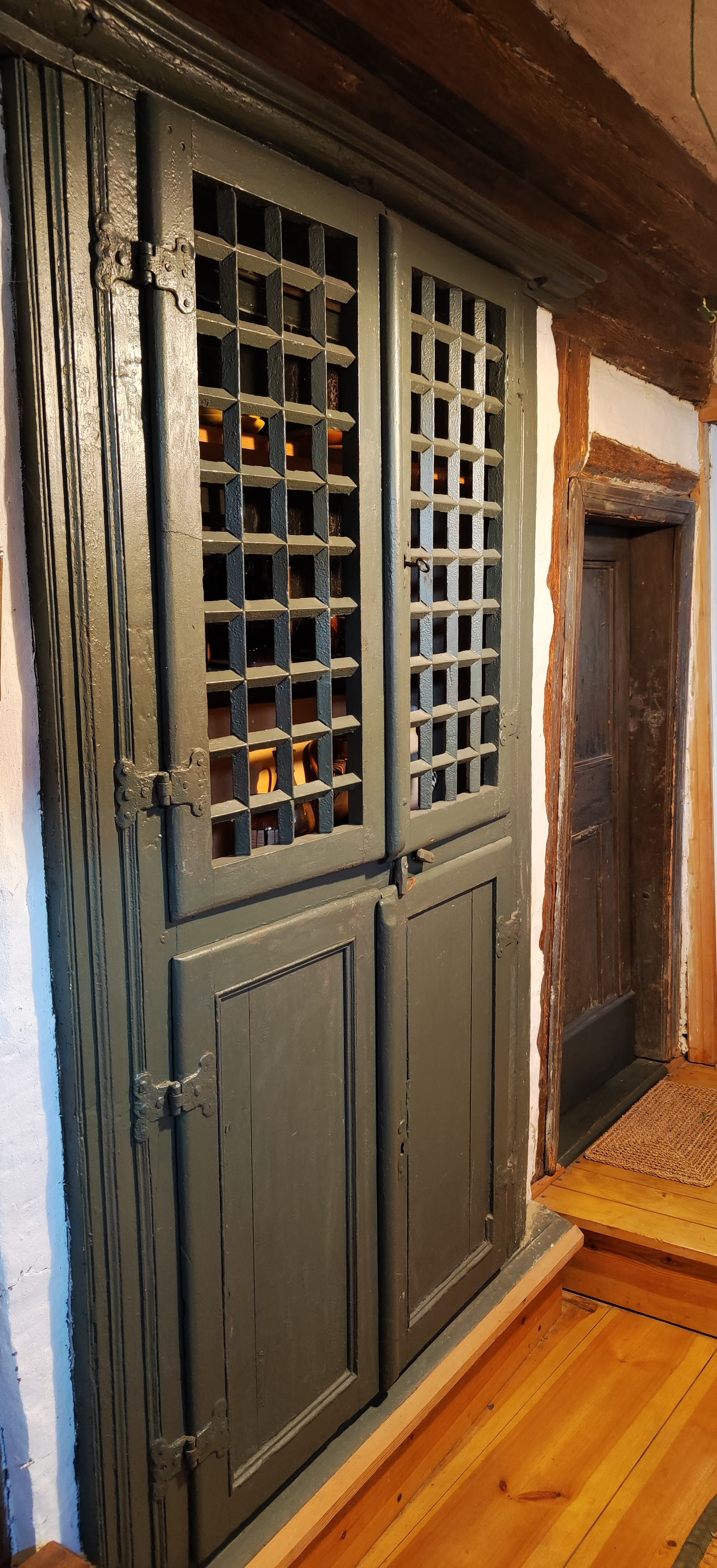